# Barsalogho
Barsalogho è un dipartimento del Burkina Faso classificato come comune, situato nella provincia  di Sanmatenga, facente parte della Regione del Centro-Nord.
Il dipartimento si compone del capoluogo e di altri 42 villaggi: Bangmiougou, Bangrin, Basma, Biguelle, Bolle, Boulsbaongo, Darkoa, Foubé, Gabou, Goenega, Guiendbila, Kamsé, Kamsé-Peulh, Kassaye, Kogoyendé, Kondibito, Kondibito-Peulh, Korko-Mossi, Korko-Peulh, Madou, Nagraogo, Nagraogo-Foulcé, Nakombogo, Nongo, Nongo-Peulh, Sanba, Sanba-Peulh, Sidiga, Sidogo, Somyalka, Soudougou, Tamassogo, Tanghin, Tankienga, Tatoukou, Toecé, Toekedogo, Toyendé, Yantega, Yirougou, Zimsa e Zongo.